# Ortenauer Narrenbund

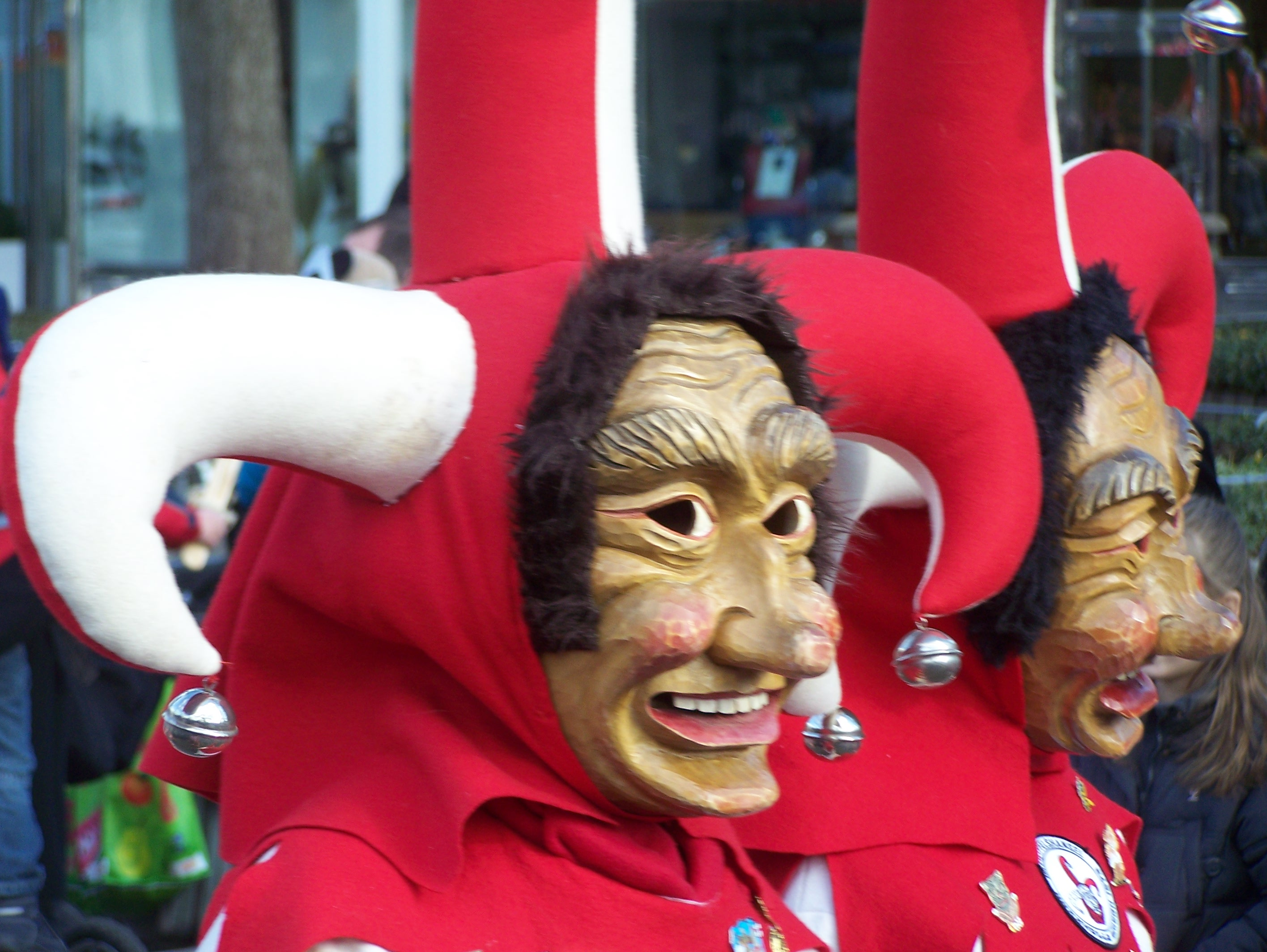
Dreizipfelhansele der Narrhalla Achern

Der Ortenauer Narrenbund (ONB) ist ein Verband von Fastnachtszünften in der Ortenau. Er wurde am 10. September 1981 in Appenweier gegründet. Der Narrenbund ist in Form eines eingetragenen Vereins organisiert. Er ist Mitglied im Arbeitskreis Alemannische Heimat e. V. Freiburg. Seit 2012 ist das „Narrenpalais“ in Kehl Sitz des Verbands.
Der ONB ist die jüngste der drei in der Ortenau aktiven Narrenvereinigungen. Die Mitgliedszünfte des ONB stammen aus dem Ortenaukreis und den Landkreisen Rastatt und Freudenstadt im Nordwesten des Verbreitungsgebiets der schwäbisch-alemannischen Fastnacht (in der Ortenau meist „Fasent“ oder „Fasend“ genannt). Das Gebiet liegt an der Nahtstelle zum Karneval rheinischer Prägung, so dass die Fastnacht zahlreicher Orte von beiden Traditionen gekennzeichnet ist. Häufig nahmen ältere karnevalistische Vereine im späten 20. Jahrhundert noch eine oder mehrere Hästrägergruppen alemannischer Art in ihre Reihen auf.

## Verbandschronik

### Gründungsjahr 1981
Der Ortenauer Narrenbund (ONB) wurde am 10. September 1981 gegründet, als viele Zünfte in der Ortenau nach einem geordneten Zusammenschluss strebten. Das Verbandsgebiet des ONB befindet sich an der Nahtstelle zwischen der alemannischen Fasnet und dem rheinischen Karneval. So ist es auch nicht verwunderlich, dass diese beiden großen Elemente der deutschen Fastnacht in diesem Verband beheimatet sind. Der Ortenauer Narrenbund sieht seine Arbeitsgrundlage in den historisch gewachsenen Brauchabläufen der Fastnacht fest verankert, die bis in die 1850er Jahre zurückreichen.
Außer der Erhaltung und der Pflege des Brauchtums in seiner bewährten, ortsgebundenen und bodenständigen Tradition zählt es unter anderem zu den Aufgaben des Verbandes:
- die Narrenjugend zu fördern und zu unterstützen
- den Tanzsport zu etablieren
- den Zünften beratend und helfend zur Seite zu stehen

## Regionen
Der Narrenbund teilt sein Verbreitungsgebiet in sieben Regionen ein:
- Region 1: Bühlot/Murg
- Region 2: Hornisgrinde
- Region 3: Hanauerland
- Region 4: Renchtal
- Region 5: Hohberg/Lahr
- Region 6: Offenburg
- Region 7: Kinzigtal

## Internationale Kontakte
Eine freundschaftliche Beziehung besteht zum Schweizer Fasnachtsverband Hefari (Helvetischer Fasnachtsring); beide Verbände haben sich gegenseitig als Mitglieder aufgenommen. Im Februar 2009 fand ein Ländernarrentreffen „Ortenau trifft Schweiz“ des Ortenauer Narrenbundes und des Narrensymposiums der March und Höfe (Schweiz) in Kehl statt.
Seit 1989 besteht eine partnerschaftliche Beziehung des ONB mit dem Verein Einhorn Saverne aus Saverne (Zabern) im Elsass. 2011 wurde die niederländische Fastnachtsgesellschaft De Kraonige Zwaone (Stolzer Schwan) aus Huissen in den ONB aufgenommen.

## Mitgliedszünfte
| Ort                          | Region       | Zunft                                                             | Gründung               | Narrenruf | Figuren | Beitrittsjahr          | Bildergalerie |
| ---------------------------- | ------------ | ----------------------------------------------------------------- | ---------------------- | --- | --- | ---------------------- | ------------- |
| Achern                       | Hornisgrinde | Narrhalla Achern 1873                                             | 1873                   | Narri – Narro Helau | - Dreizipfelshansele - Grindehexe - Elferrat                                                                         | Gründungsmitglied 1981 | Commons       |
| Albersbösch                  | Offenburg    | Narrenzunft Waldwurz Albersbösch                                  | 1981                   | Donner Blitz un’ Krache – im Unterholz erwache – G’sichter knorrig, aschtig, froh – alles brielt, die Waldwurz sin’ do | - Waldwurz - Kräuterwieble (ohne Maske) - Wurzelmännle (ohne Maske)                                                  | Gründungsmitglied 1981 |               |
| Altschweier                  | Bühlot/Murg  | Altschwierer Maddewässrer                                         | 2007                   | Madde – Wässrer (3x)                                                                                                   | - Maddewässrer | 2008                   |               |
| Appenweier                   | Renchtal     | Narrenzunft Appenweier                                            | 1975                   | Schelle, Rieme, Zipfelkapp, unsri Sandwängst hän ä Sack, Warzle, Runzle, Falde, des hän unsri Alde! Narri, narro!      | - Sandwangst - Alde                                                                                                  | Gründungsmitglied 1981 |               |
| Bad Griesbach im Schwarzwald | Renchtal     | Narrenzunft Bad Mineralia Bad Griesbach                           | 1974                   | Narri - Narro | - Grieseschnalle (Kirsche)                                                                                           | 1984                   |               |
| Bad Peterstal                | Renchtal     | Peterstaler Narrenzunft 1906                                      | 1906                   | Hoorig, hoorig, isch die Katz                                                                                          | - Ilwedritsch - Quellegeist - Hagekätherle - Peterstaler Hexe                                                        | 2001                   |               |
| Bad Rippoldsau               | Kinzigtal    | Narrenverein Riebele Bad Rippoldsau                               | 1965                   | Narri - Narro (3x), Zapfen - Michel (3x), Tröpfle - Hexen (3x)                                                         | - Zapfenmichel - Tröpfle-Hexe - Kaffee-Tante (ohne Maske)                                                            | 1987                   |               |
| Berghaupten                  | Kinzigtal    | Narrenzunft Knerbli Berghaupten                                   | 1858                   | Narri - Narro (3x), Knerbli - Hexe, Knerbli - Bolderer, Marie - Otto                                                   | - Knerbli-Hex - Eichel-Spättle - Bergknapp (ohne Maske) - Steiger (ohne Maske) - Burgvogt (ohne Maske)               | Gründungsmitglied 1981 | Commons       |
| Bohlsbach                    | Offenburg    | Narrenzunft Krabbenaze Bohlsbach                                  | 1975                   | Rumple bumple Holderstock, krummi Hörner het de Bock, und ä schiefi Fratze het dä Krabbenaze.                          | - Krabbenaze - Bock - Seiler - Abbisser - Marketenderin (ohne Maske)                                                 | Gründungsmitglied 1981 |               |
| Bühl                         | Bühlot/Murg  | Narrenzunft Bühler Hemglunkerle                                   | 1980                   | Narri - Narro | - Hemglunker | 1990                   |               |
| Bühl (Offenburg)             | Offenburg    | Bühler Narrenzunft „Muhrbergdachse“                               | 1985                   | Narri – Narro - Muhrberg – Dachse                                                                                      | - Muhrbergdachs - Muhrberggeist                                                                                      | 1994                   |               |
| Bühlertal                    | Bühlot/Murg  | Felsenteufel Bühlertal                                            | 1988                   | Felsen - Teufel (3x)                                                                                                   | - Felsenteufel | 2018                   |               |
| Bühlertal                    | Bühlot/Murg  | Hexenzunft Schwarzwaldhexen Bühlertal                             | 1984                   | Schwarzwald - Hexe (3x)                                                                                                | - Schwarzwaldhexe - Teufel                                                                                           | 2018                   |               |
| Bühlertal                    | Bühlot/Murg  | Narren der Bergstaaten                                            | 1973                   | Narri - Narro | - Keschdebengler - Bergstaaten Knirpse - Bergstaaten Hüpfer                                                          | 2018                   |               |
| Diersburg                    | Kinzigtal    | Schräckslizunft Diersburg                                         | 1958                   | Schräcksli – schrick – schrack (3x), Räb - Droll (3x), Stolle - Bloser (3x), Schunge - Schwinger (3x)                  | - Schräcksli - Räbdroll                                                                                              | Gründungsmitglied 1981 |               |
| Durbach                      | Offenburg    | Narrenzunft Winschlotzer Durbach mit Burgunderhexe                | 1977                   | Win – Schlotze (3x), Burgunder - Hexen (3x)                                                                            | - Winzer - Winzerin - Burgunderhexe                                                                                  | 1985                   |               |
| Eckartsweier                 | Hanauerland  | Narrenrat „Wölfe“ Eckartsweier                                    | 1956                   | Wolfstätt – Helau (3x)                                                                                                 | - Wolf | 1989                   | Commons       |
| Elgersweier                  | Kinzigtal    | Tscherissili-Narrenzunft Klein Paris Elgersweier                  | 1974                   | Tscherissili – tschore (3x)                                                                                            | - Tscherissili - Sandbure - Wäschwieber - Zunftrat                                                                   | Gründungsmitglied 1981 |               |
| Gengenbach                   | Kinzigtal    | Narrenzunft Backstein und Matratzenbourg 1953                     | 1953                   | Hoorig, hoorig isch de Bär, un wenn er nitt so horig wär wär´s au nitt de Bär                                          | - Binzmatthansel - Hund - Hemdeglunker (ohne Maske)                                                                  | Gründungsmitglied 1981 |               |
| Goldscheuer                  | Hanauerland  | Narrenzunft Krutblättsche Goldscheuer                             | 1972                   | Narri - Narro | - Krutblättsche - Kresenz und Bonifaz (Krautbauer und Krautbäuerin)                                                  | Gründungsmitglied 1981 | Commons       |
| Großweier                    | Hornisgrinde | Narrenzunft Groschwierer Frösch 1971 mit Deichbatscher            | 1971                   | Frösche - Quack, Frösche - Quack, Frösche - Quack Quack Quack                                                          | - Frosch - Deichbatscher                                                                                             | 1985                   |               |
| Hofweier                     | Hohberg/Lahr | Narrenzunft Beiabsäger Hofier                                     | 1985                   | Beiab – Säger (3x) | - Beiabsäger | 1989                   |               |
| Huissen                      | Niederlande  | De Kraonige Zwaone                                                | 1955                   | | | 2011                   |               |
| Ichenheim                    | Hohberg/Lahr | Narrenzunft Ichener Duwackstumbe 1987                             | 1987                   | Duwack – Stumbe | - Duwackstumbe (Tabakstumpen)                                                                                        |                        |               |
| Kehl                         | Hanauerland  | Kehler Rhinschnooge                                               | 1925                   | Rhin - schnoog mit Keh - lau (3x)                                                                                      | - Rhinschnooge (Stechmücke) - Rot-Weiß Narr (ohne Maske)                                                             | 1995                   | Commons       |
| Kehl                         | Hanauerland  | Narrenzunft Kehler Schlammhexen mit dem Kehler Goldonkel von 1802 | 1995                   | Schlamm - Hexen (3x), Was für Hexen? - Schlammhexen                                                                    | - Schlammhexe - Zunftmeister (Teufelsgestalt) - Kehler Goldonkel von 1802                                            | 2010                   |               |
| Kork                         | Hanauerland  | Korker Feuerhexen                                                 | 1977                   | Kerker - Hexe (3x) | - Feuerhexe | Gründungsmitglied 1981 |               |
| Kuhbach                      | Hohberg/Lahr | Kuhbacher Kühe                                                    | 2010                   | Narri - Narro | - Kuhbacher Kühe | 2021                   |               |
| Kuppenheim                   | Bühlot/Murg  | Narrenzunft Knöpfle                                               | 1983                   | Narri - Narro | - Knöpfle - Stadtwächter                                                                                             | 1984                   |               |
| Lahr/Schwarzwald             | Hohberg/Lahr | Laubenhexen Lahr                                                  | 1993                   | 3-faches Lauben - Hexen                                                                                                | - Laubenhexe - Teufel                                                                                                | 2001                   |               |
| Langhurst                    | Offenburg    | Narrenrat Langhurster Mohren                                      | 1964                   | Mohre Speck Mohre Dreck Mohre Speck                                                                                    | - Mohre (weibliches Hausschwein)                                                                                     | Gründungsmitglied 1981 | Commons       |
| Lautenbach                   | Renchtal     | Narrenzunft Höllwaldteufel Lautenbach                             | 1978                   | Höllwaldteufel (3x) | - Höllwaldteufel - Zunftrat - Zunftgarde                                                                             | 1983                   |               |
| Lichtenau                    | Hanauerland  | Scherzemer Narre Lichtenau                                        | 1992                   | Narri - Narro | - Scherzemer Harre - Schmuggler                                                                                      |                        |               |
| Marlen                       | Hanauerland  | Narrhalla nelraM                                                  | 1954                   | nelraM Helau (3x) | - Elferrat - Hanfhechler vun Marlen - Frauengarde - Prinzengarde - Bürgerwehr - Blaue Garde - Rote Garde - Tanzmäuse | 1987                   |               |
| Mietersheim                  | Hohberg/Lahr | Narrenzunft Schärmies Mietersheim                                 | 1983                   | Schär - mies (3x) | - Schärmus (Maus) | 1992                   | Commons       |
| Müllen                       | Hohberg/Lahr | Hopfedrescher Müllen                                              | 2005                   | Hopfe - Drescher (3x), Bei Durst wirkt immer fabelhaft ein Humpen kühler Hopfesaft                                     | - Hopfedrescher | 2021                   |               |
| Neusatz                      | Bühlot/Murg  | Niesatzer Hurzle                                                  | 1978                   | Niesatzer Hurzle | - Zwetschge - Birne                                                                                                  | 1996                   |               |
| Neusatz                      | Bühlot/Murg  | Niesatzer Schellenteufel                                          | 1993                   | Schelle ni, Schelle na, d’ Niesätzer Schelledeifel sin da!, Schelle - Deifel (3x)                                      | - Schellenteufel | 1994                   |               |
| Nußbach                      | Renchtal     | Narrenzunft Rappenlochhexen Nußbach                               | 1975                   | Rapploch - Hexe (3x), Teufel - Krall si (3x), Narri - Narro                                                            | - Rappenlochhexe - Teufel vom Teufelsstein                                                                           | 1982                   |               |
| Oberachern                   | Hornisgrinde | Narrenzunft Oberachern                                            | 1924                   | Narri - Narro | - Jockele - Kelte - Elferrat                                                                                         | Gründungsmitglied 1981 | Commons       |
| Oberkirch                    | Renchtal     | Narro-Gruppe Oberkirch                                            | 1972                   | Narri – Narro | - Oberkircher Narro                                                                                                  | Gründungsmitglied 1981 | Commons       |
| Oberschopfheim               | Hohberg/Lahr | Stänglihocker Narrenzunft Oberschopfheim                          | 1956, Neugründung 1976 | Stängli - Hocker (3x)                                                                                                  | - Stänglihocker - Lohbachhexe                                                                                        | Gründungsmitglied 1981 |               |
| Odelshofen                   | Hanauerland  | Plauelbach Ille Odelshofen                                        | 1989                   | Plauelbach - Ille (3x)                                                                                                 | - Plauelbach-Ille (Eule)                                                                                             | 2012                   |               |
| Ottenau                      | Bühlot/Murg  | Saubergteufel Ottenau                                             | 1998                   | Sauberg – Teufel | - Saubergteufel |                        |               |
| Ottenhofen                   | Hornisgrinde | Fastnachtsvereinigung Ottenhöfener Knörpeli                       | 1938                   | Narri-Narro, die Knörpeli sin widder do!                                                                               | - Knörpeli - Mühlehonsili                                                                                            | Gründungsmitglied 1981 |               |
| Ottersweier                  | Hornisgrinde | Narrenzunft Otterschwierer Leimewängscht 1953                     | 1953                   | Leime-wängscht, Leime-wängscht, Leime-wängscht – wängscht, wängscht, Schiere - Hexe (3x), Note - Quetscher (3x)        | - Leimewangscht - Schierehexe                                                                                        | Gründungsmitglied 1981 |               |
| Rastatt                      | Bühlot/Murg  | Rastatter Schellenteufel                                          | 1992                   | | - Schellenteufel - Huckin                                                                                            |                        |               |
| Reichenbach                  | Kinzigtal    | Narrenzunft Höllteufel Reichenbach 1971                           | 1971                   | De Deifel - Hol´s (3x)                                                                                                 | - Höllteufel - Moospfaff - Narrenrat (ohne Maske) - Fahnenträger (ohne Maske) - Oberteufel                           | Gründungsmitglied 1981 | Commons       |
| Renchen                      | Renchtal     | Narrhalla Renchen "Der tolle Buz"                                 | 1960                   | Rabum, rabum, rabum, der tolle Buz geht um, Rabum, rabum, rabum, mit seinem Geisterdrum.                               | - Der tolle Buz - Elferrat                                                                                           | Gründungsmitglied 1981 |               |
| Rheinbischofsheim            | Hanauerland  | Karnevalsverein Rheinbischofsheim                                 | 1969                   | | - Schurdi | 1987                   |               |
| Rheinbischofsheim            | Hanauerland  | Pfannenschleckerzunft Rheinbischofsheim                           | 1971                   | Sufer, Sufer, Sufer isch die Pfann!, Narri - Narro                                                                     | - Hexe | Gründungsmitglied 1981 |               |
| Sasbachwalden                | Hornisgrinde | Narrenzunft „Germania“ Sasbachwalden 1928                         | 1928/1965              | Narri - Narro | - Germane (ohne Maske) - Glunkerle - Schudibott (Büttel) - Schudipolizei                                             | 2006                   |               |
| Saverne                      | Hanauerland  | Societé carnevalesque Einhorn Saverne                             | 1978                   | Hohbarrer – Deifel (3×)                                                                                                | - Hohbarrer Deifel                                                                                                   | 1989                   |               |
| Schwaibach                   | Kinzigtal    | Narrenzunft Bergwalddeifel Schwaibach                             | 1990                   | Deifel spring (3x) | - Bergwalddeifel (Teufel) - Deifel im Gwand                                                                          | 1996                   |               |
| Sulz                         | Hohberg/Lahr | Schloßbühl-Jäger und Ranzengarde Sulz                             | 1985                   | Schloßbühl – Jäger (3×) Ranzen - Garde (3x)                                                                            | - Schloßbühl-Jäger - Oberjäger - Schlossfräulein (ohne Maske)                                                        | 2012                   |               |
| Sundheim                     | Hanauerland  | Sundheimer Hexen 1955                                             | 1955                   | | - Hexe |                        |               |
| Unterharmersbach             | Kinzigtal    | Hexenzunft Unterharmersbach                                       | 1997                   | Eckwald - Hexen (3x)                                                                                                   | - Eckwaldhexe | Gründungsmitglied 1981 |               |
| Urloffen                     | Renchtal     | Narrenverein Urloffen 1960 Zimmeria Hornussia                     | 1960                   | Zimmeria Helau, Hornussia Du au (3x)                                                                                   | - Hornusser (Hornisse) - Meerrettichwieble und -männle (ohne Maske)                                                  | 1982                   |               |
| Wagshurst                    | Hornisgrinde | Narrenverein Houmock Wagshurst                                    | 1967                   | Narri - Narro (3x), Hou - mock (3x)                                                                                    | - Houmock - Feuermännle                                                                                              | Gründungsmitglied 1981 | Commons       |
| Waltersweier                 | Offenburg    | Narrenzunft Walterschwierer Wurzelbäre                            | 1988                   | Ratze, schmatze, Wurzelfratze, krummi Steck un Knollebeere, denn mir sin die Wurzelbäre                                | - Wurzelbär | 1994                   | Commons       |
| Weier                        | Offenburg    | Narrenzunft Wierer Frösch                                         | 1979                   | Frösche – Quack-Quack (3×)                                                                                             | - Frosch | Gründungsmitglied 1981 | Commons       |
| Willstätt                    | Hanauerland  | Willstätter Hexen 1958                                            | 1958                   | Schäg Au | - Hexe | 2009                   |               |

Gastzünfte:
| Ort      | Region   | Zunft                    | Gründung | Narrenruf                 | Figuren    | Gastzunft seit | Bildergalerie |
| -------- | -------- | ------------------------ | -------- | ------------------------- | ---------- | -------------- | ------------- |
| Bottenau | Renchtal | Melusine us’m Stollewald | 1991     | Melusine – küss mich (3x) | - Melusine | 2015           |               |

Einzelfiguren werden in der Tabelle kursiv dargestellt. Genannt sind nur Narrenfiguren der schwäbisch-alemannischen Tradition. Viele Zünfte weisen darüber hinaus Musikgruppen, Zunfträte, Fahnenträger und andere Zunftfiguren auf. Zu den eher karnevalistisch geprägten Vereinen im ONB gehören darüber hinaus weitere Gruppen und Einzelfiguren wie Elferrat, Prinzenpaar, Tanzgarden und Theatergruppen.